# Alina Grijseels
Alina Grijseels, född 12 april 1996, är en tysk handbollsspelare. Hon är högerhänt och spelare som mittnia.

## Klubbkarriär
Alina Grijseels spelade handboll för TV Biefang 1912. Hon spelade sedan med TV Aldenrades damlag och hade rätt att spela också för A-ungdom i TV Aldekerk. 
I september 2013 anslöt Grijseels som niometersspelare klubben TuS Lintfort i en lägre division men hon var fortfarande kvalificerad att spela för TV Aldekerk i ungdomslag. I november 2014 flyttade hon till andra Bundesliga och spelade för Borussia Dortmund men fortsatte att spela för TV Aldekerks ungdomslag. Säsongen 2014/2015 flyttades Dortmund och därmed Grijseels upp till Bundesliga. Hon vann också fjärdeplatsen i tyska mästerskapet för A-ungdomar med Aldekerk. Från sommaren 2015 spelade hon bara för Dortmund. Borussia tog sig till cupfinal säsongen 2015/2016. Hon vann tyska mästerskapet med Dortmund 2021. Säsongen 2023/2024 spelade hon för franska elitklubben Metz HB. Med Metz vann hon både det franska mästerskapet och den franska cupen 2024. Hon har kontrakt med den rumänska CSM Bukarest sedan sommaren 2024.

## Meriter med klubblag
- Vinnare av tyska mästerskapet med Borussia Dortmund.
- Vinnare av franska mästerskapet med Metz HB.